# Onze-Lieve-Vrouwekerk (Lieferinge)

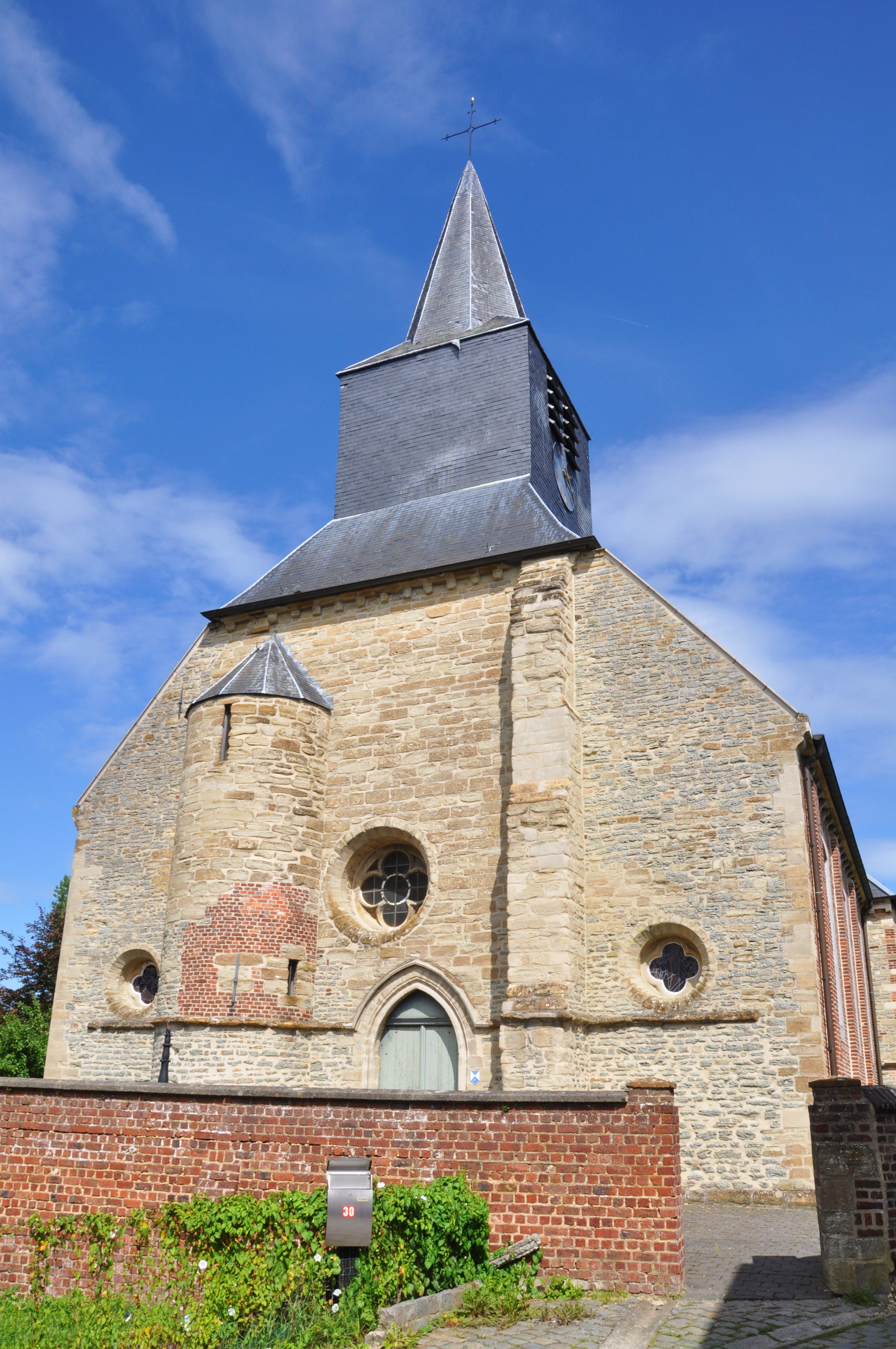
Onze-Lieve-Vrouwekerk

De Onze-Lieve-Vrouwekerk is de parochiekerk van de tot de Oost-Vlaamse gemeente Ninove behorende plaats Lieferinge, gelegen aan de Lieferingeplaats 1.

## Geschiedenis
Het kerkje bevat onderdelen uit verschillende tijdvakken. De oudste delen zijn  uit het begin van de 13e eeuw in vroeggotische stijl. Deze vormen de kern van het gebouw en werden in breuksteen uitgevoerd. Hiertoe behoort de westgevel met de toren, het transept en het koor met de zuidelijke sacristie. De oostelijke sacristie is van 1775 en rond deze tijd werd ook het schip verbouwd. De verbouwing van het schip werd in baksteen uitgevoerd en de oostelijke sacristie werd in baksteen en zandsteen opgetrokken. De 18e-eewse noord- en zuidgevels hebben segmentboogvensters.

## Gebouw
De driebeukige kruiskerk wordt gedomineerd door de westgevel waar de toren is ingebouwd. Deze toren heeft een met leien bedekte spits.
De kerk wordt omringd door een kerkhof.

## Interieur
De hoofd- en zijaltaren zijn in late barokstijl. De biechtstoelen en het tochtportaal met orgeltribune zijn eind 18e-eeuws. Het orgel is oorspronkelijk van 1780, maar het werd later gewijzigd. Het arduinen doopvont is 15e-eeuws en in laatgotsche stijl. De kerk bezit 16e-eeuwse beelden van Sint-Barbara en Madonna met Kind. Ook is er een 17e-eeuws kruisbeeld. Er is een schilderij Golgotha (17e eeuw) en de schilderijen Sint-Antonius en Onze-Lieve-Vrouw van de rozenkrans zijn 18e-eeuws.